# Роберт I де Стаффорд
Роберт I де Стаффорд (англ. Robert de Stafford), также известный как Роберт де Тосни (англ. Robert de Tosny; умер около 1088) — англонормандский аристократ. Принимал участие в нормандском завоевании Англии, где получил от ставшего королём Вильгельма I Завоевателя владения в ряде графств. Также он был шерифом графства Стаффордшир. По названию построенного им деревянного замка Стаффорд, ставшего центром одноимённой феодальной баронии, Роберт и его потомки усвоили фамилию Стаффорд. Родоначальник первого дома Стаффордов.

## Происхождение

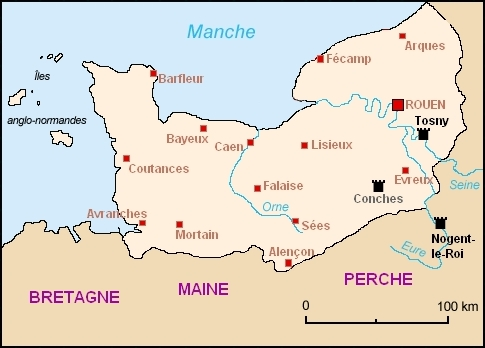
Владения Тосни на континенте

Роберт происходил из рода Тосни — одной из самых влиятельных семей на южной границе Нормандии. Согласно написанной в XI веке «Хронике архиепископов Руана», род имеет французское происхождение. Его родоначальником указывается «сильный человек» Рауль, сын Гуго де Кавалькана и брат архиепископа Руана Гуго II де Кавалькана (умер в 989 году). В XII веке Ордерик Виталий на основании «Деяний герцогов Нормандии» Гильома Жюмьежского вывел происхождение Тосни от норманна Малахулка, дяди первого герцога Нормандии Роллона. Возможно, Тосни были связаны с Малахулком по женской линии.
Сеньория Тосни располагалась в долине реки Сены и находилась в руках семьи уже к 980-м годам. К 1010 году представители семьи усвоили родовое прозвание Тосни. Один из её представителей, Роже де Тосни, основал аббатство Конш-ан-Уш. У него от брака с Годегильдой родилось несколько сыновей, одним из которых, вероятно, был и Роберт.

## Биография

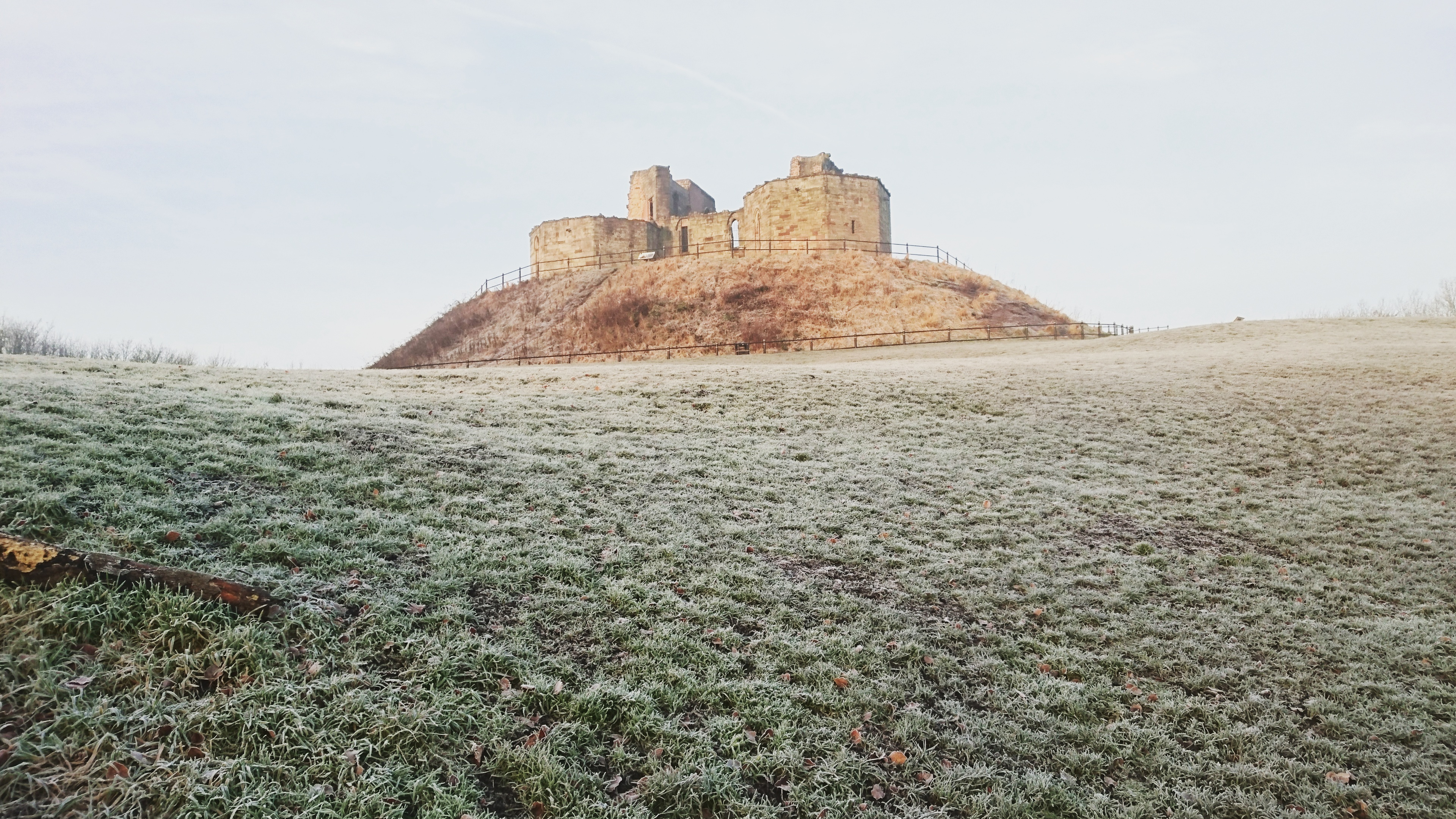
Остатки каменного замка Стаффорд, построенного на месте деревянного замка Роберта де Стаффорда

Его отец, Роже, и двое старших братьев погибли около 1040 года в кровавой вражде с представителями дома Бомонов. Впоследствии мать Роберта вышла замуж за Ричарда, графа д’Эврё, родственника юного герцога Нормандии Вильгельма, в доме которого Роберт вместе со старшим братом Раулем (наследником отцовских владений) и младшим братом Найджелом, которые в момент смерти отца, вероятно, были несовершеннолетними, возможно, и воспитывался.
В 1050-е годы Уильям Фиц-Осберн, близкий друг и родственник герцога Нормандии Вильгельма, женился на Аделизе, сестре Роберта, что сблизило Тосни с герцогской семьёй. В 1066 году Вильгельм начал завоевание Англии, в котором приняли участие трое братьев Тосни — Рауль, Роберт и Найджел. В завоевании также участвовал ещё и Роберт де Тодени, происходившего из младшей ветви рода Тосни.
Ставший королём Англии Вильгельм Завоеватель раздал земли участникам завоевания. В числе награждённых оказался и Роберт. Согласно «Книге Страшного суда», в 1086 году он владел в качестве главного арендатора 133 поместьями в графствах Беркшир, Линкольншир, Оксфордшир, Стаффордшир и Уорикшир, а также 27 поместьями в графствах Линкольншир, Стаффордшир и Уорикшир в качестве субарендатора.
Большая часть поместий Роберта располагалась в Стаффордшире. Там он построил деревянный замок Стаффорд классического типа «мотт и бейли», давший название одноимённой феодальной баронии.
Роберт известен как основатель монастыря Конш в Вутон Уоэн в Вустершире, а в 1072 году он сделал пожертвование аббатству Ившем.
В 1086 году Роберт упоминается как шериф Стаффордшира.
В 1088 году постригся в монахи и вскоре после этого умер. Похоронен он был в аббатстве Ившем, ставшем родовой усыпальницей дома Стаффордов.

## Наследство
Роберт стал основателем баронского рода Стаффордов, который по мужской линии угас в 1193/1194 году. Однако его владения и родовое прозвание путём брака унаследовал другой стаффордширский род. Представители одной из его ветвей позже получили сначала титул графа Стаффорда, а потом и титулы графа и герцога Бекингем.

## Брак и дети
Жена: Авиза де Клер. Дети:
- Николас де Стаффорд (умер около 1138), феодальный барон Стаффорд после 1088[2].